# Wahgunyah
Wahgunyah (809 habitants) est une petite ville du nord-est de l'État de Victoria en Australie sur la rive sud du fleuve Murray en face de la ville de Corowa en Nouvelle-Galles du Sud.
La région était occupée par les aborigènes Whroo.
De l'or a été trouvé en 1859 au sud de la ville dans une zone à 9 km au sud qui allait devenir le village de Rutherglen.
La ville est située à approximativement à 60 km à l'ouest d'Albury et Wodonga.
La principale activité économique en dehors de l'agriculture est une usine de produits sucrés pour le petit-déjeuner.